# Cola millenii
Cola millenii är en malvaväxtart som beskrevs av Karl Moritz Schumann. Cola millenii ingår i släktet Cola och familjen malvaväxter. Inga underarter finns listade i Catalogue of Life.